# Eleonora Zugun

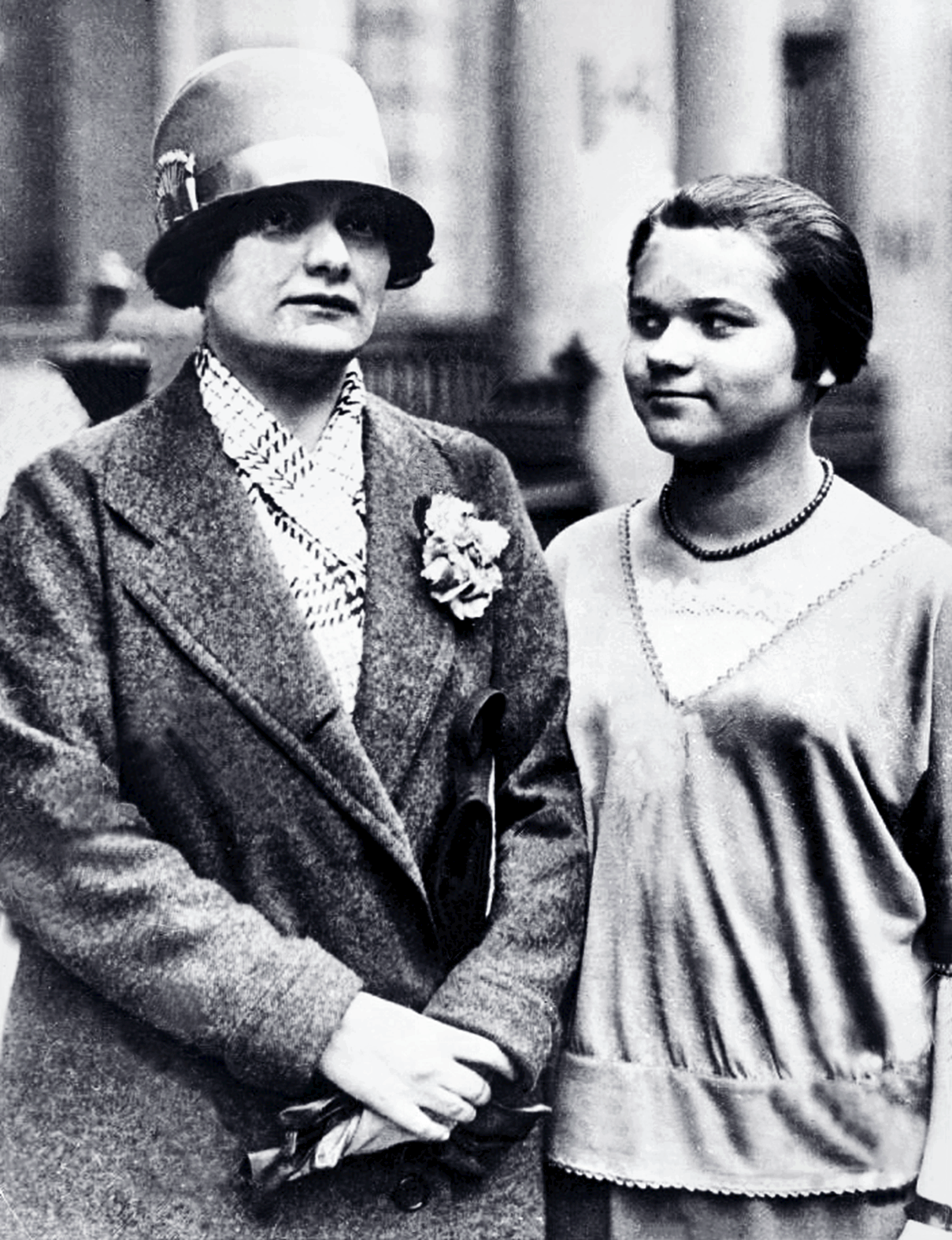
Eleonora Zugun cu contesa Zoe Wassilko, Viena 1927

Eleonora Zugun (n. 24 mai 1913, Talpa, Dorohoi, România – d. 1996, Dorohoi, Botoșani, România), cunoscută și sub numele de „Devil Girl” sau „Poltergeist Girl”, a fost un medium fizic român, renumit îndeosebi pentru tulburările de tip poltergeist în centrul cărora se afla. A fost subiectul primei încercări, efectuate de Harry Price, de studiu științific al unui agent inductor de fenomene psihochinetice recurente.

## Biografie
Eleonora Zugun s-a născut în comuna Talpa, județul Dorohoi. Ea a fost repudiată de consăteni și de propria familie datorită straniilor incidente care o însoțeau: obiecte care dispăreau și reapăreau lovind pe cei din jurul ei, cuie bătute în pereți care erau scoase de o putere nevăzută, în timp ce fata, cuprinsă de crize violente, se văita că este bătută sau lovită de forțe pe care ea le numea „Dracul”.
Cazul Eleonorei Zugun a atras atenția inginerului german Fritz Grunewald, care a plasat-o, la vârsta de 13 ani, sub protecția contesei vieneze Zoe Wassilko von Serecki. Grunewald și contesa au fost martorii a numeroase manifestări paranormale provocate de fată în timpul zilei, precum și a unor inexplicabile urme de mușcături ce apăreau frecvent pe trupul ei. În perioada 30 septembrie - 26 octombrie 1926, Price a adus-o pe Eleonora Zugun în Anglia, pentru a o cerceta în propriul laborator. El a putut constata, sub controlul unei comisii din care făceau parte și sceptici și în condiții care excludeau posibilitățile de fraudă, autenticitatea manifestărilor paranormale provocate inconștient de ea: deplasarea de mici obiecte, apariția de mușcături și zgârieturi pe față și pe corp. În cazul Zugun contesa Wassilko a introdus, de asemenea aspecte psihanalitice. Mai târziu a publicat "Eltern wie sie sein sollten" (Părinții, așa cum ar trebui să fie"), operă care este scrisă pe baza psihanalizei (1933).
Revenită în țară, ea s-a stabilit în București, unde a început să lucreze într-un atelier de croitorie. Mai târziu s-a căsătorit, dar nu a avut copii.
Totuși, cercetătorii originari, adică contesa Wassilko și colegii ei, au subliniat, că Eleonore Zugun, uneori, dacă nu a fost controlată corect, ar fi recurs la șmecherie, astfel au văzut acest caz ca unul „mixt”.